# Dina (Pakistan)
Dina (urdú, Panjabi: دینہ) és una ciutat en plena expansió comercial al districte de Jhelum en la província del Panjab, Pakistan. Està a unes 10 milles (16 quilòmetres) al nord-oest de la ciutat de Jhelum, on hi ha un encreuament amb la carretera cap a la presa de Mangla i Fort de Rhotas. El camí històric de tronc magnífic passa pel centre de la ciutat. Hi ha una mica d'indústria a la ciutat: la de la fusta, la del ferro i la del marbre ja fora de la ciutat. La principal font d'ingressos dels residents de la ciutat són les divises que aporten els ciutadans que treballen en països estrangers (prop d'un 60 per cent de la població). La segona font principal d'ingressos és l'ocupació militar al Pakistan. La font d'ingressos en els pobles propers és l'agricultura.

## Govern
El 1977, un comitè municipal es va establir a Dinamarca, però l'estat de la ciutat va ser canviat a una subdivisió administrativa o tehsil de Jhelum Districte. La ciutat està dividida en dos consells de la Unió: UC 23 i UC 24.

## Geografia
La ciutat està situada en 33 ° 1 '42 N i 73 ° 36' 4 E, i té una altitud de 275 metres (905 peus) [1] i té una superfície d'uns 21.880 acres (88,5 km²).

## Tribus i clans
Les tribus  Jats, Ghakkars, Mughals, gujjars, Mirza, Kashmiri Butts i balouch tenen el control principal sobre les activitats polítiques, i ocupen la mator part del terreny de la ciutat de Dina.